# Instituto Antártico Peruano

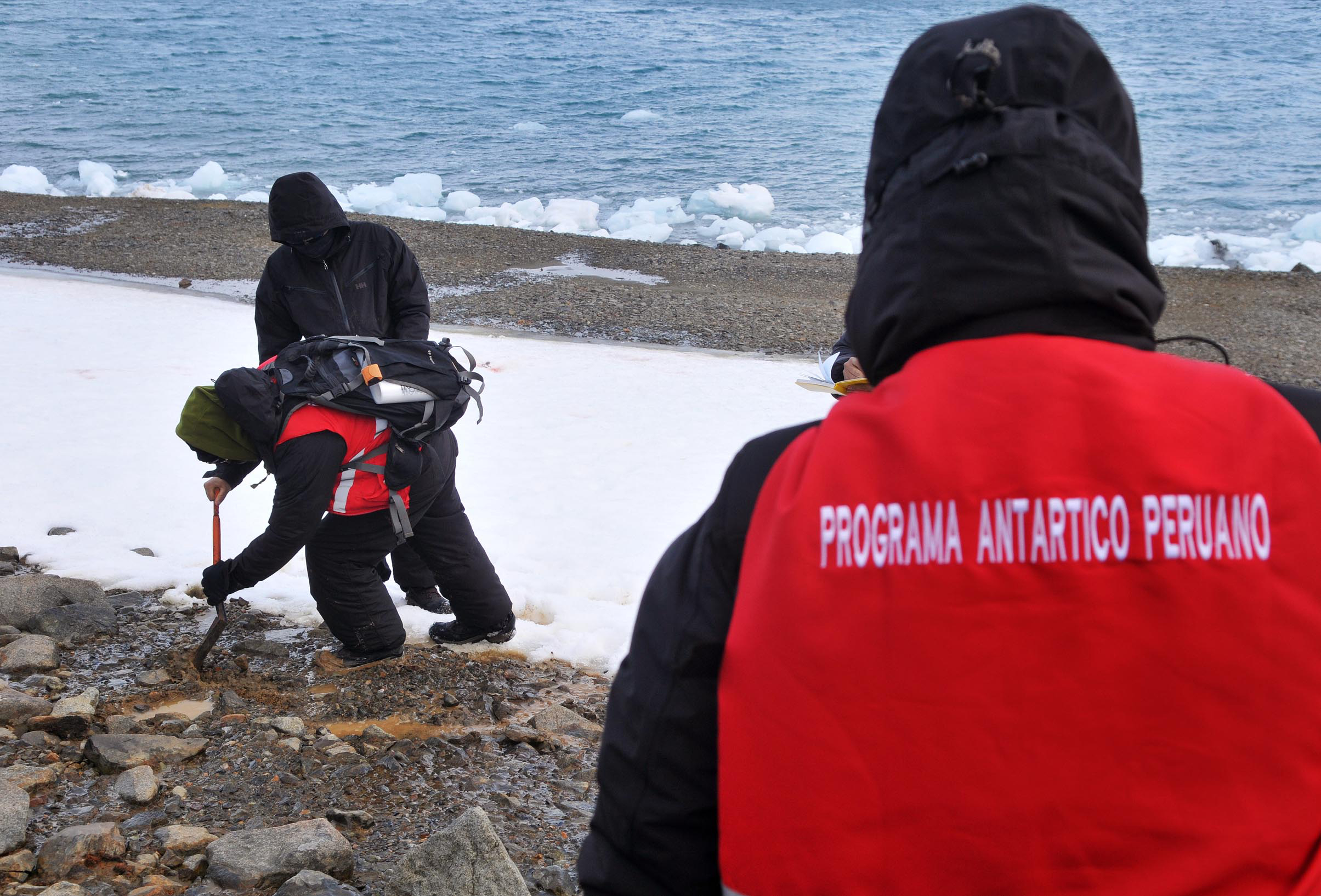
Expedicionarios peruanos en la Antártida en enero de 2015.

El Instituto Antártico Peruano (INANPE) es el organismo gubernamental que centraliza la planificación, coordinación y control de las actividades científicas que la República del Perú lleva a cabo en la Antártida.

## Historia

### Antecedentes
La Comisión Nacional de Asuntos Antárticos (CONAAN) fue creada el 11 de julio de 1983, mediante el Decreto Supremo 9-83-RE. Se trató de un organismo técnico conformado por varios sectores de la administración pública peruana, encargado de asesorar al gobierno en temas antárticos tanto en los aspectos jurídicos y políticos, como en los económicos, científicos y técnicos. Principalmente se encargó de la redacción y de la ejecución de la política antártica del Perú y del programa antártico peruano. El COMAAN estaba dividido en dos subcomisiones, una científica y otra logística.
La razón fundamental de la comisión obedeció al objetivo nacional de asegurar la presencia peruana en la Antártida, apuntando también a la protección y conservación de su ambiente. El 7 de octubre de 1987, el gobierno peruano aprobó el Decreto Supremo número 009-87/RE, estableciendo la política nacional del Perú respecto a la Antártida, a través de una propuesta de la CONAAN. El 28 de febrero de 2002, la CONAAN presentó una reforma y actualización de la política antártica peruana, siendo aprobada mediante el Decreto Supremo N.º 016-2002-RE, que estableció cuator principales políticas con el objetivo de consolidar «la presencia activa y permanente del Perú en la Antártida y de su status de Parte Consultiva del Tratado Antártico».

1. Perfeccionar y adecuar la actual institucionalidad del Estado en materia de asuntos antárticos a los avances logrados en la última década.
2. Promover la participación de las instituciones del Estado y de la sociedad civil en general, en la difusión de la importancia de la Antártida para el país y en la formación de una conciencia nacional antártica.
 3. Promover la investigación científica nacional con niveles de excelencia orientada a la profundización del conocimiento antártico en sus aspectos teóricos y prácticos, en disciplinas que, vinculadas a las grandes tendencias, concentran la atención de la comunidad científica internacional y son de interés prioritario para el Perú.
4. Contar con infraestructura y equipamiento adecuados para posibilitar la presencia activa y permanente del Perú en la Antártida y en apoyo de las actividades científicas.

### Creación
El 20 de noviembre de 2002 se publicó en el diario oficial El Peruano la Ley N.º 27870 (denominada «Ley del Instituto Antártico Peruano»), aprobada por el Congreso y promulgada por el presidente de la República, que reestructuró la CONAAN, constituyéndola en el Instituto Antártico Peruano (INANPE) como un organismo descentralizado con personería jurídica de derecho público interno y autonomía científica, técnica, funcional, económica y administrativa, dependiente sectorialmente del Ministerio de Relaciones Exteriores para salvaguardar los intereses peruanos en la Antártida. La creación del INANPE fue propuesta por la CONAAN tras presentar la política antártica de Perú.

## Objetivos y actividades

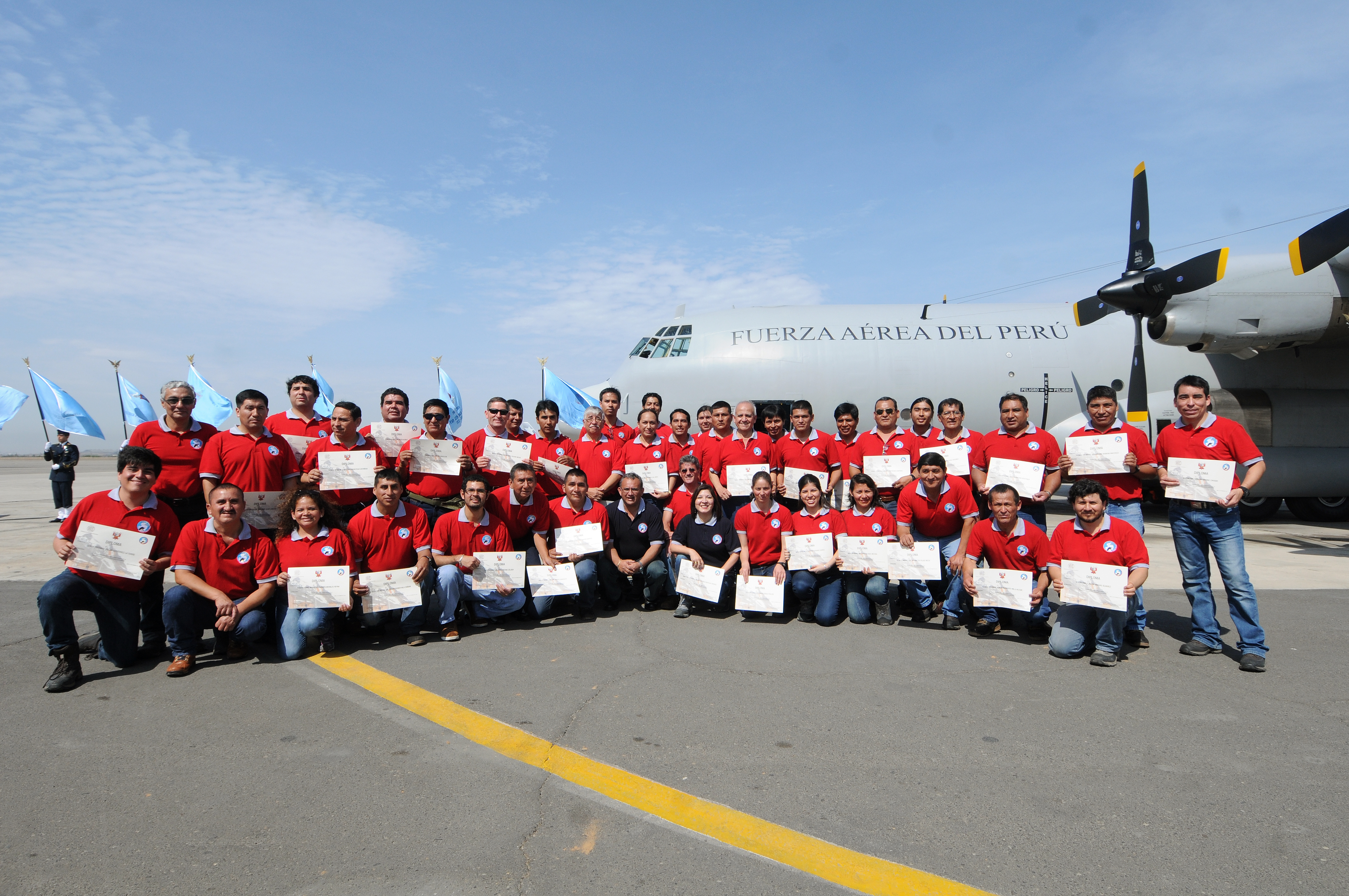
Ceremonia de recepción de la expedición ANTAR XXIII en febrero de 2015.

El Instituto Antártico Peruano se convirtió en el ente rector encargado de formular, coordinar, conducir y supervisar en forma integral la política nacional antártica, en cuyo marco se realizan todas las actividades que las entidades de los sectores público y privado realicen en la Antártida. Sus objetivos y actividades se establecieron en los artículos 4 y 5 de la Ley N.º 27870:

Artículo 4º .- Objetivos

Son objetivos del Instituto Antártico Peruano:

1. Promover la activa y permanente participación del Perú en la Antártida;

2. Preservar la utilización de la Antártida exclusivamente para fines pacíficos;

3. Contribuir con los esfuerzos de la comunidad internacional en lo referente a la preservación del medio ambiente antártico;

4. Promover la investigación científica en la Antártida a fin de contribuir al desarrollo nacional;

5. Fomentar el conocimiento antártico, estimulando y apoyando la participación de universidades, centros de investigación y otros; así como de la sociedad civil;

6. Promover la cooperación internacional con los países miembros del Tratado Antártico, con otros estados con intereses comunes en el área, así como con los organismos internacionales.

Artículo 5º .- Funciones

Son funciones del Instituto Antártico Peruano:

a) Formular, dirigir, evaluar e implementar la Política Nacional Antártica;

b) Formular e implementar el Plan Antártico Nacional;

c) Promover, coordinar, organizar y dirigir las actividades científicas y logísticas consideradas en el Plan Antártico Nacional, observando la normativa sobre la protección del medio ambiente antártico y sus ecosistemas dependientes y asociados;

d) Administrar y mantener toda estación científica, base o facilidad que el Perú tenga o pueda erigir en el futuro en el continente Antártico;

e) Recomendar, cuando fuere necesario, la adecuación de la legislación nacional pertinente a los lineamientos de la Política Nacional Antártica;

f) Autorizar las actividades antárticas propuestas por las entidades de los sectores público y privado, velando que las mismas se enmarquen en la Política Nacional Antártica;

g) Elaborar los requerimientos presupuestales anuales para el funcionamiento de la Comisión;

h) Fomentar a nivel nacional y con especial énfasis en los aspectos de interés para el Perú el conocimiento antártico, estimulando y apoyando la participación de las universidades, centros de investigación y otras de la sociedad civil y del Estado;
i) Establecer y mantener relaciones institucionales con sus similares de otros países;

j) Administrar los recursos que le asigne el Estado para su sostenimiento y para el financiamiento de sus actividades y los que provengan de fuentes propias y donaciones. Podrá, asimismo, crear Fundaciones en apoyo de las actividades antárticas del Perú y establecer fondos concursables para el desarrollo de sus actividades, particularmente en el campo científico;

k) Asegurar, utilizando los mecanismos de cooperación internacional bilateral con los países amigos y organismos internacionales, la obtención de asistencia técnica, financiera y logística que permitan el adecuado desempeño de las actividades contempladas en el Plan Antártico Nacional;

## Estructura
El Instituto Antártico Peruano tiene la siguiente estructura orgánica:
- Consejo Directivo: compuesto por un representante Ministerio de Relaciones Exteriores (que lo presidirá), dos representantes de universidades peruanas, un representante del Ministerio de Energía y Minas, un representante del Ministerio de la Producción, un representante de la Asamblea Nacional de Rectores, un representante del Consejo Nacional de Ciencia y Tecnología, un representante de la Agencia Peruana de Cooperación Internacional y tres representantes del Ministerio de Defensa (uno del Ejército Peruano, uno de la Marina de Guerra del Perú y uno de la Fuerza Aérea Peruana; contando en conjunto con un solo voto).
- Comité de Asesores Científicos: compuesta por dos representantes de universidades peruanas, un representante del Consejo Nacional de Ciencia y Tecnología, un representante del Consejo Nacional del Ambiente, un representante del Instituto del Mar del Perú, un representante del Instituto Geofísico del Perú, un representante del Instituto Geológico, Minero y Metalúrgico, un representante del Instituto Peruano de Energía Nuclear, un representante del Servicio Nacional de Meteorología e Hidrología y un representante de la Dirección de Hidrografía y Navegación de la Marina de Guerra del Perú.
- Secretaría Ejecutiva.
- Órganos de Línea, constituidos por:
  - Dirección de Asuntos Científicos y Ambientales
  - Dirección de Operaciones